# Takeshi Matsuzaka
Takeshi Matsuzaka (jap. 松阪猛 Matsuzaka Takeshi; * 20. September 1939; † 22. Oktober 2014) war ein japanischer Judoka. Er gewann bei den Weltmeisterschaften 1967 eine Bronzemedaille.

## Sportliche Karriere
Bei den Weltmeisterschaften 1967 in Salt Lake City siegte im Schwergewicht der Niederländer Willem Ruska vor dem Japaner Nobuyuki Maejima. Dahinter erhielten Takeshi Matsuzaka und Ansor Kiknadse aus der Sowjetunion die beiden Bronzemedaillen.
Im April 1968 gewann Matsuzaka bei den japanischen Meisterschaften in der offenen Klasse mit einem Finalsieg über Isao Okano.